# 人虎
人虎（じんこ）とは、虎あるいは半虎半人の姿に変身したり、虎に憑依されたとも言われる獣人（伝説の生物）の一種。虎人（こじん）・虎憑き（とらつき）・ウェアタイガー (weretiger) とも。性別によって虎男・虎女とも呼ばれる。

## 各地の伝承
インドから中国にかけてのアジア一帯に似たような伝説があり、虎が生息しない日本でも中国の影響によってその存在が信じられたという。中国・宋朝から清朝にかけて執筆された志異・志怪などを記した説話集、『太平広記』・『古今説海』・『唐人説薈』などに「人虎伝」として虎に変身する男の説話が収録されている。日本の作家・中島敦は、『唐人説薈』中の「人虎伝」に取材して小説『山月記』を執筆して郷里の秀才の悲哀を描出している。
インドネシア・ジャワ島ではマガン・ガドゥンガン (magan gadungan) という虎人の伝説がある。諸説あるものの、「ンゲルム・ガドゥンガン」の魔法の儀式によって眠っている人の魂が体から抜け出して実体化されるとするものや持っている人間の親指ほどの大きさも無い腰布を夜に腰に巻くことで魔法が発動されるとも言われている。その魔法が発動されると、体が巨大化して全身が黄色と黒の虎縞で覆われてやがて虎の姿になり、夜中に人を襲って食する。だが、これによって虎になった者の呪いは解かれて、替わって襲われた者が呪いを受けて生き延びて虎に変身して次の犠牲者を探すことになるという。マガン・ガドゥンガンの上唇にはくぼみが無く、それによって探すことが出来るという。
マレー半島では、虎憑きは家畜を襲い、特に鶏を好む。このため、古来虎憑きの疑いをかけられた人は吐薬を飲まされて、羽毛を吐き出せば虎憑きであるとして隣人・村人の手によって処刑されたという。
インドでは、川で水浴する男達を襲う虎女の伝説があり、絵画などの題材に用いられている。
またヨーロッパでも、虎人間 (man tiger) と呼ばれる胴体は虎で額から角を突き出した人間の頭部を持つという架空の動物がおり、紋章などに用いられた。また、インドに住むと信じられていた怪物マンティコラの原型も虎憑きの伝承に求める考えもある（2世紀のパウサニアスの説）。

## トラ以外のネコ科
ネコ科の動物が人間に憑依してその動物あるいは人間の形態を一部残した獣人(Werecat/ワーキャット)に変身するという説話・伝説は世界中に存在する。ヨーロッパからロシアでは猫憑き（猫）、アフリカでは豹憑き（豹）・ジャッカル憑き（ジャッカル）、北アメリカには山猫憑き（山猫）、南アメリカにはジャガー憑き/ジャガー人間（ジャガー）の話がある。